# ナグマ
ナグマ（Nagma、1974年12月25日 - ）は、インドの政治活動家、元女優。ボリウッドや南インド映画など複数の言語映画で活動していた。

## 生い立ち
1974年12月25日に生まれ、「ナンディタ・アルヴィンド・モラルジー（Nandita Arvind Morarji）」と名付けられた。父アルヴィンド・モラルジーはジャイサルメールの出身で、その後ポールバンダルを経てムンバイに移住した。祖父ゴークルダス・モラルジーは実業家として海運業、繊維業、農業、製薬業の分野で活動した。母シーマの旧名は「シャーマ・カーズィー」で、独立運動家家庭出身のムスリムだった。アルヴィンドとシーマは1969年にCCIクラブでの出会いをきっかけに結婚したが、1974年8月に離婚している。離婚後、シーマは1975年3月に映画プロデューサーのチャンダル・サダーナーと再婚し、ナグマの異父妹ロシニとジョーティカーを出産した。また、父と先妻の子供として2人の異母兄ダンラージとユーヴラージがいる。
ナグマはムンバイ大学を卒業して商学士を取得している。彼女は両親の離婚後は父と共に暮らし、2005年12月31日に死別した。彼女は父に関して「私は素晴らしい家族と共に過ごせたことを誇りに思います」とコメントしている。また、ナグマが女優を目指すきっかけを作ったのは母だったとも語っている。2000年9月に衣料品店を開業して実業家として成功を収めるが、父の看病をする必要に迫られたため2003年に廃業している。

## キャリア

### 女優

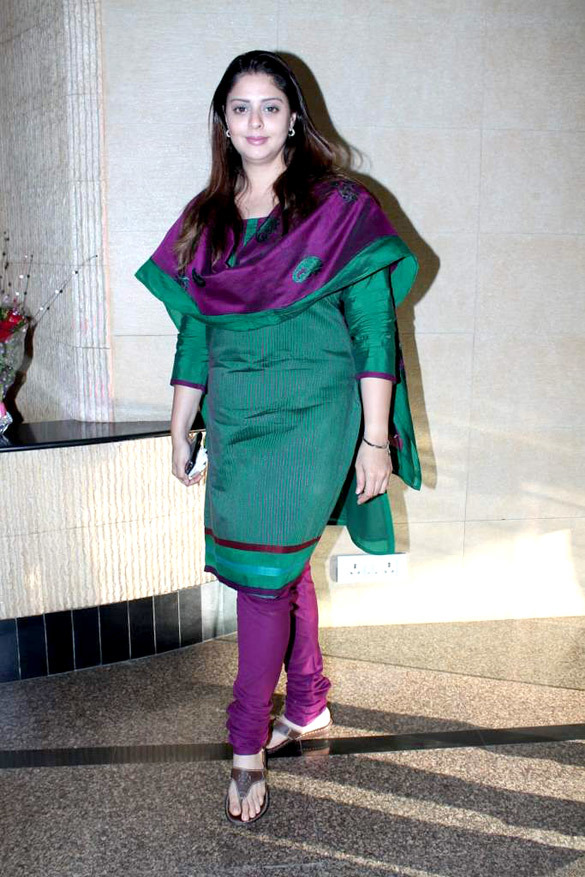
ナグマ

1990年にサルマーン・カーン主演の『Baaghi』で女優デビューし、同作は1990年公開のボリウッド映画興行成績第7位のヒット作となった。1994年にはアクシャイ・クマール、アジャイ・デーヴガン主演の『Suhaag』でカリシュマ・カプールと共にヒロイン役を演じた。その後、ナグマは友人ディヴィヤ・バールティの勧めでテルグ語映画、タミル語映画に出演するようになった。1990年代の主なテルグ語映画出演作には『ならず者の婿殿』『Allari Alludu』『Major Chandrakanth』、タミル語映画出演作には『バーシャ! 踊る夕陽のビッグボス』『Kadhalan』『Villadhi Villain』がある。
活動拠点をムンバイに戻したナグマは、2001年にインタビューの中でテルグ語映画とタミル語映画から撤退した理由を「タミル語映画のナンバーワン女優というプレッシャーが私にのしかかっていました。私は自分が演じていた映画に不満を抱いていました。それは、人気女優に観客が期待する演技をしなければならないため、やりたい仕事ができなかったからです」と語っている。ボリウッドに戻ったナグマは『Chal Mere Bhai』でサンジャイ・ダット、サルマン・カーン、カリシュマ・カプールと共演した。この時期はボリウッド映画を中心に活動する中、『Allari Ramudu』『Citizen』など数本のテルグ語映画、タミル語映画に出演した他、『Chathurangam』などのマラヤーラム語映画で主要キャストを務めた。
ナグマはボージュプリー語映画にも活動の幅を広げ、2005年に出演した『Dulha Milal Dildar』では演技を評価され、ボージュプリー映画賞の最優秀主演女優賞を受賞した。2006年には『Ganga』でアミターブ・バッチャン、ヘマ・マリニと共演した。彼女はボージュプリー語映画に進出した理由について、「私は様々な言語映画で演技したいと思っていました。私はすでに10言語の映画に出演しました。私のボージュプリー語映画初出演作『Panditji Bataayina Biyaah Kab Hoii』が大きな成功を収め、その後にオファーが殺到して無視できない存在になったのです」と語っている。2007年4月にザ・ヒンドゥーのインタビューを受けた際には、ボージュプリー語映画に重点を置いた理由として政治活動との関連を挙げている。2006年にはラージ・バッバル主演の『Ik Jind Ik Jaan』でパンジャーブ語映画デビューしたが、政治活動に専念するために2008年以降は女優活動を停止している。

### 政治活動

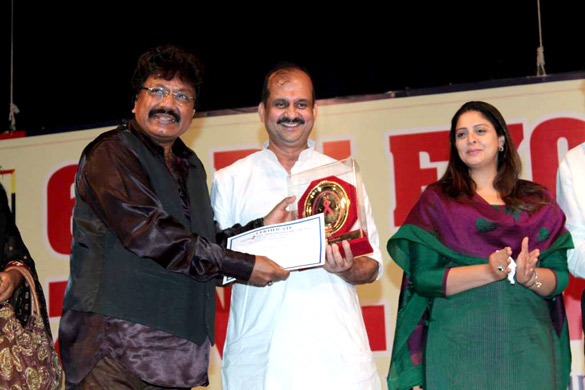
RKエクセレンス・アワード授賞式に出席するナグマ（右端）

2004年インド総選挙に際し、インド人民党がハイデラバード選挙区からナグマの擁立を検討していることが報じられた。しかし、ナグマはインド国民会議から出馬する考えを表明し、アーンドラ・プラデーシュ州で政治活動を始めた。彼女はインド国民会議を選んだ理由として「世俗主義と貧困層・社会的弱者への福祉」を挙げている。彼女はメーラト県選挙区から出馬したが投票結果は1万3222票（第4位）となり、供託金は没収された。
2006年にナグマはインタビューの中で政治活動を始めた理由として、「私はムスリムの母とヒンドゥー教徒の父の元で、全ての宗教を尊重することを学び育ちました。私は宗教対立に心を痛め、何か行動したかった。そのために政治活動を始めたのです」と語っている。また、2003年の時点でローク・サバー候補者として打診を受けていたが、映画の出演オファーが数多く来ていたため断念していたことも明かしている。2007年にはヒンドゥスタン・タイムズのインタビューの中で、「これからも政治活動を続けるでしょう」と語っている。2015年にインド国民会議の下部組織全インド女性会議の書記長に就任した。

## トラブル
ナグマは犯罪組織との関係を疑われたことがある。ダウード・イブラヒムの部下だったジャミルッディーン・アンサーリー・アリアス・ジャンボは警察の取り調べに対し、ダウードの兄弟アニーズ・イブラヒムの命令でバンドラの自宅でナグマにハワラとして10万ルピーを渡したと供述しており、彼女はアニーズの愛人だったとも供述している。ナグマはジャンボの供述を否定し、「本名をムムターズという無名の女優が"ナグマ"と名乗っています。彼女の母はマハーラーシュトラ州組織犯罪管理法によって逮捕されており、彼はバンドラのカーター・ロードで金を渡したと供述しているので、彼女のことを指していると思われます。私の住居はマウント・メアリー地区にあります」と反論している。後にジャンボの弁護人は、彼が供述の内容を撤回したと発表した。
ナグマは父の死と、彼女自身の発病を機にキリスト教に改宗している。2013年に俳優仲間のジョニー・リーヴァルと共にキリスト教の布教活動を行ったことで、ヒンドゥー・ナショナリスト団体から脅迫される被害を受けた。